# Thorsten Tornow
Thorsten Tornow (* 1963 in Speyer) ist ein deutscher Schriftsteller und Übersetzer. Er verfasst Kriminalromane und Erzählungen und übersetzt den amerikanischen Krimi-Autor James Crumley ins Deutsche.

## Leben
Thorsten Tornow studierte Philosophie, Linguistik und Japanologie in Freiburg im Breisgau und in Berlin. Er lebt und arbeitet seit 1997 als Universitätslektor in Japan.
1997 nahm Tornow am Wettbewerb um den Ingeborg-Bachmann-Preis in Klagenfurt teil.

## Werke

### Kriminalromane
- 1997: Unter Senkern
- 1997: Sills’ Verhängnis
- 1999: Tod eines Trebers

### Erzählungen
- 1997: Kleine Feuer